# オントンジャワ語
オントンジャワ語は、ポリネシア諸語のエリス諸語に属する言語。ソロモン諸島オントンジャワ環礁に居住している2400人に使用されている。